# François Ignace Schaal
Pour les articles homonymes, voir Schaal.
François Ignace Schaal, né et baptisé le 5 décembre 1747 à Sélestat (Alsace), mort le 30 août 1833 à Sélestat (Bas-Rhin), est un général et homme politique français de la Révolution et de l’Empire.

## Biographie
François Ignace Schaal est le fils de Jean-Baptiste Schaal (1720-1792), avocat au Conseil souverain d'Alsace, demeurant à Sélestat, et de Anne Barbe Kubler.
Il entre en service le 1er août 1768 comme aspirant dans l'artillerie, et le 6 mars 1770 il entre comme volontaire au régiment de Nassau-infanterie. Il est nommé sous-lieutenant le 8 mai 1770, lieutenant en second le 18 février 1777 et lieutenant en premier le 16 février 1782. Cette dernière année il sert à Genève, et il obtient son brevet de capitaine en second le 18 novembre 1787. 
Le 29 octobre 1792 il devient lieutenant-colonel au 93e régiment d'infanterie à l'armée du Rhin, et il est commandant à Worms de 1792 à 1795. Le 15 janvier 1793 il est nommé chef de brigade de grenadiers, et lors de la retraite de Custine fin mars 1793, il se réfugie à Mayence avec 6 000 hommes, où il prend part à la défense de la ville. Il est promu général de brigade à titre provisoire le 3 mars 1793 et il est confirmé le 3 mai suivant. En juillet 1794 il est employé à la 4e division de l'armée du Rhin, puis il passe à la division Meynier en septembre 1794, avant d'être élevé au grade de général de division provisoire le 29 octobre 1794. Le 14 février 1795 il dirige le blocus de Mayence à la place de Kléber, puis il commande les divisions de l'armée de Rhin-et-Moselle employées devant Mayence sous Pichegru le 29 avril suivant. Il est confirmé dans son grade le 13 juin 1795, et le 9 octobre, il est rappelé au quartier général par Pichegru, avant de commander de nouveau devant Mayence le 14 octobre. Battu et mis en déroute le 29 octobre, il est remplacé dans son commandement le 27 novembre, et mis à la retraite le 22 décembre 1795.
Le 18 octobre 1806, il est commandant de la légion de gardes nationales de la 5e division militaire sous Kellermann, et il devient député du Bas-Rhin au Corps Legislatif le 18 février 1808. Remis en activité de service le 8 mai 1809, il est chargé du commandement de la 26e division militaire. Il est fait officier de la Légion d'honneur le 18 avril 1813, chevalier de Saint-Louis le 29 juillet 1814, et commandeur de la Légion d'honneur le 17 octobre suivant. Il est réadmis à la retraite le 4 septembre 1815. Son acte de décès indique « jouissant d'une pension militaire de 6 000 francs inscrit au Trésor sous no 674 ». Il a épousé Aglaée Bonne Joséphine Fabry.
Fidèle à Napoléon Bonaparte, il poursuivit son engagement militaire au sein de l'armée du Premier Empire. Il est admis à la retraite le 4 septembre 1815.

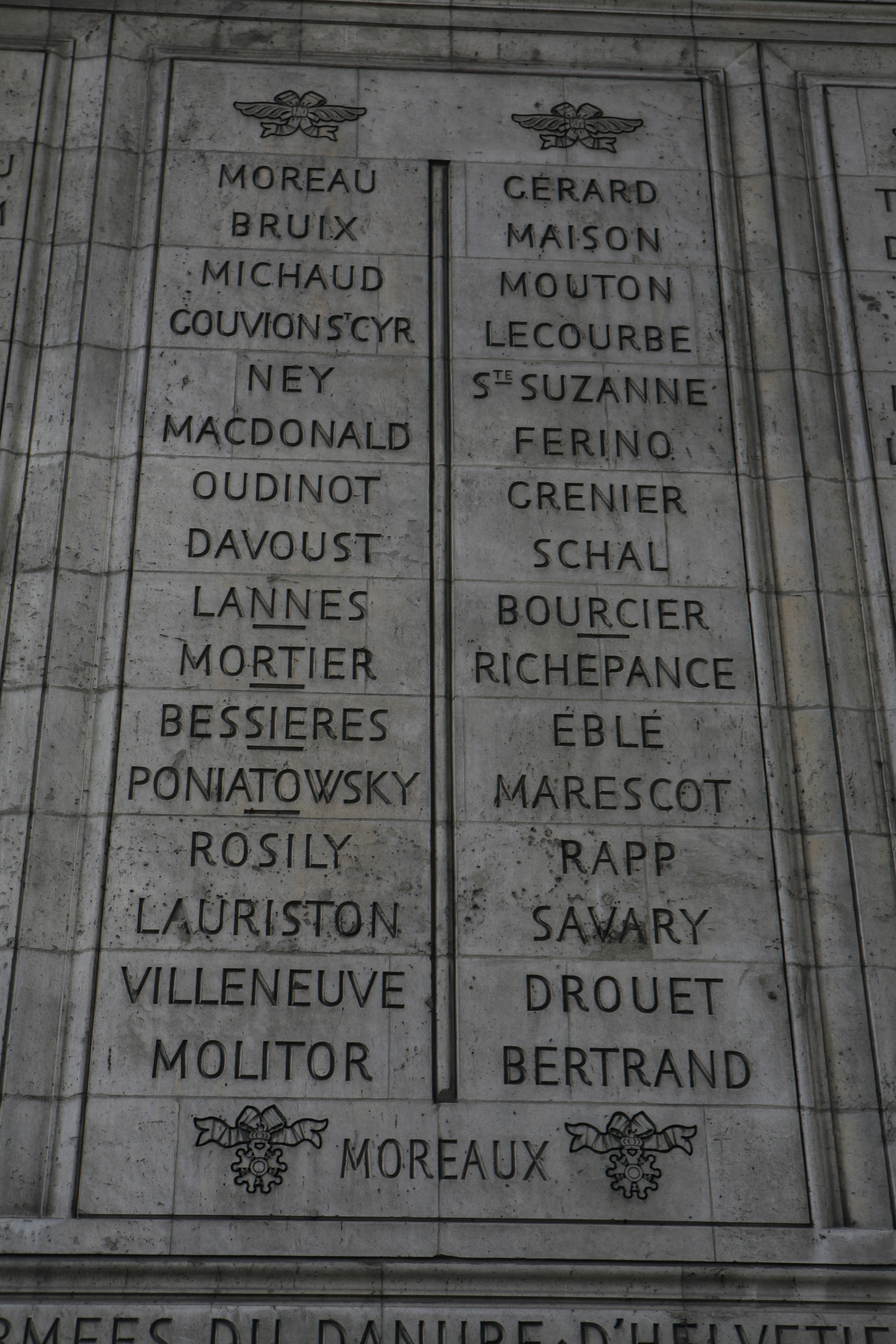
Noms gravés sous l'arc de triomphe de l'Étoile : pilier Est, 13e et 14e colonnes.

Au même titre que nombre d'officiers ayant servi pour l'empereur , son nom est inscrit sur l'Arc de triomphe, plus précisément au côté Est sur la quatorzième colonne qui fait face à l'avenue des Champs-Élysées.
Il est maire de Sélestat de 1800 à 1807, fondateur de l'école secondaire, initiateur du transfert de la sous-Préfecture de Barr dans la ville de Sélestat. et député du Bas-Rhin de 1808 à 1812.
Le général Schaal est enterré au cimetière de Sélestat, rangée no 15, tombes 7/8, monument Jean-Thomas Dubocq et Marie Caroline Philippine Henriette Schaal, gendre et fille du général. Il est le beau-père du général Henri-Jacques Martin de Lagarde.